# خصم 50%
«خصم 50%» (بالإنجليزية: 50% Off)‏ هي الحلقة الثانية للموسم الخامس من مسلسل إيه إم سي التلفزيوني الدرامي من الأفضل الاتصال بسول، المسلسل يُعتبر بادئة من مسلسل اختلال ضال. تم بث الحلقة في 24 فبراير 2020 على قناة إيه إم سي بالولايات المتحدة. خارج الولايات المتحدة، تم عرض الحلقة لأول مرة على خدمة البث نتفليكس في عدة بلدان.

## الاستقبال

### التقييمات
تمت مشاهدة الحلقة من قبل 1.06 مليون مشاهد في أول بث لها، انخفاضًا من 1.60 مليون عن العرض الأول للموسم في الليلة السابقة، مما جعلها الحلقة الأقل مشاهدة من المسلسل.

## وصلات خارجية
- «خصم 50%» على إيه إم سي (بالإنجليزية)
- «خصم 50%» على قاعدة بيانات الأفلام على الإنترنت (بالإنجليزية)